# NGC 1352
NGC 1352 é uma galáxia {{{typ}}} localizada na direcção da constelação de Eridanus. Possui uma declinação de -19° 16' 40" e uma ascensão recta de 3 horas, 31 minutos e 32,9 segundos.
A galáxia NGC 1352 foi descoberta em 11 de Dezembro de 1835 por John Herschel.